# La dalia negra
La dalia negra es una película policíaca estadounidense de estilo neo-noir dirigida por Brian De Palma en el año 2006. Basada en la novela homónima de James Ellroy de 1987, la protagonizan Josh Hartnett, Scarlett Johansson, Aaron Eckhart y Hilary Swank. Su estreno mundial tuvo lugar en el Festival Internacional de Cine de Venecia del año 2006. En líneas generales la dalia negra no tuvo una buena acogida por parte de la crítica. En el apartado de premios su mayor logro fue una nominación a los Óscar para su director de fotografía, Vilmos Zsigmond.

## Argumento
Dos detectives de la policía de Los Ángeles, Dwight «Bucky» Bleichert (Josh Hartnett) y Lee Blanchard (Aaron Eckhart), se emparejan como socios después de participar en un combate de boxeo para recaudar fondos para el departamento. Lee le presenta a Bucky a su novia Kay Lake (Scarlett Johansson), y el trío se vuelve inseparable. Bucky se sorprende cuando Kay le dice que no se acuesta con Lee y luego intenta seducirlo, pero él se niega. También descubre que Kay ha sido marcada con las iniciales «BD», de Bobby DeWitt, el gánster cuyo arresto y condena por un gran robo a un banco hizo que Lee tuviera una carrera.
Poco después, el 15 de enero de 1947, se encuentra el cuerpo desmembrado de Elizabeth Short (Mia Kirshner) y la prensa la apoda «la Dalia Negra». Ambos detectives se obsesionan con resolver el caso.
Bucky se entera de que Elizabeth era una aspirante a actriz que apareció en una película pornográfica y salía con lesbianas. Va a un club nocturno de lesbianas y conoce a Madeleine Linscott (Hilary Swank), que se parece mucho a Elizabeth. Madeleine, que proviene de una familia prominente, le dice a Bucky que era «muy cercana» a Elizabeth, pero le pide que mantenga su nombre fuera de los periódicos a cambio de favores sexuales. Ella le presenta a sus padres ricos.
La obsesión de Lee lo lleva a volverse errático y abusivo con Kay. Después de que Lee y Bucky tengan una desagradable discusión sobre un caso anterior, Bucky va a casa de Lee y Kay para disculparse, pero Kay le cuenta que Lee estaba respondiendo a un consejo sobre Bobby DeWitt. Bucky encuentra a DeWitt en el atrio de un edificio antes de que Lee lo mate a tiros. Luego ve a un hombre garrotear a Lee antes de que una segunda figura salga y le corte la garganta. Lee y el hombre que sostiene la cuerda caen por la barandilla y mueren varios pisos más abajo.
El dolor de perder a Lee impulsa a Bucky y Kay a tener relaciones sexuales. A la mañana siguiente, Bucky encuentra dinero escondido en el baño de Lee y Kay. Kay revela que ella había sido la novia de DeWitt y que abusó de ella. Lee la rescató, robó el dinero de DeWitt y lo puso tras las rejas. Bucky se da cuenta de que Lee estaba allí para matar a DeWitt y se va, furioso, para regresar a Madeleine, donde ve una pintura de un payaso lascivo. Kay lo sigue y se horroriza al ver el sorprendente parecido de Madeleine con la Dahlia.
Bucky comienza a juntar las piezas y recuerda los accesorios de otra película que coincide con el escenario de la película pornográfica de Elizabeth. Los créditos finales agradecen a Emmett Linscott (John Kavanagh), el padre de Madeleine, y Bucky profundiza en una historia que Madeleine contó sobre él usando viejos escenarios de películas para construir viviendas baratas. En una casa vacía debajo del letrero de Hollywoodland construido por Emmett, Bucky reconoce el set que se usó en la película de Elizabeth. Encuentra pruebas en el granero de la propiedad de que Elizabeth fue asesinada y masacrada allí, así como el dibujo de un hombre con una sonrisa de Glasgow. El dibujo coincide con la pintura de la casa de Madeleine y la sonrisa espantosa grabada en el rostro de Elizabeth.
Bucky se enfrenta a Madeleine y su padre en su casa y la madre de Madeleine, Ramona (Fiona Shaw), revela que ella mató a Elizabeth. Ella confiesa que Madeleine no fue engendrada por Emmett sino por su mejor amigo, Georgie (William Finley). Ella dice que Georgie se encaprichó mientras veía a Elizabeth filmar la pornografía. A Ramona le inquietaba la idea de que George tuviera relaciones sexuales con alguien que se parecía tanto a su propia hija, y atrajo a Elizabeth a la casa y la mató. Antes de que Bucky pueda decidir qué hacer, Ramona se dispara.
Unos días después, recordando algo que dijo Lee durante la investigación, Bucky visita a Martha (Rachel Miner), la hermana de Madeleine, con algunas preguntas. Se entera de que Lee sabía sobre Madeleine y Elizabeth, y que chantajeó al padre de Madeleine para mantenerlo en secreto. Bucky encuentra a Madeleine en un motel de mala muerte, y ella admite ser quien le cortó el cuello a Lee. Aunque ella insiste en que Bucky quiere tener sexo con ella en lugar de matarla, él le dice que está equivocada y la mata a tiros. Bucky va a la casa de Kay y ella lo invita a entrar y cierra la puerta.

## Reparto
| Actor              | Personaje                          |
| ------------------ | ---------------------------------- |
| Josh Hartnett      | Detective Dwight «Bucky» Bleichert |
| Scarlett Johansson | Katherine «Kay» Lake               |
| Aaron Eckhart      | Detective Lee Blanchard            |
| Hilary Swank       | Madeleine Linscott                 |
| Mia Kirshner       | Elizabeth Short / Black Dahlia     |
| Mike Starr         | Detective Russ Millard             |
| Fiona Shaw         | Ramona Linscott                    |
| Patrick Fischler   | Diputado Ellis Loew                |
| James Otis         | Dolph Bleichert                    |
| John Kavanagh      | Emmett Linscott                    |
| Rose McGowan       | Sheryl Saddon                      |
| Troy Evans         | Jefe Thad Green                    |
| Pepe Serna         | Tomas Dos Santos                   |
| Anthony Russell    | Morrie Friedman                    |
| Angus MacInnes     | Capitán John Tierney               |
| Rachel Miner       | Martha Linscott                    |
| Richard Brake      | Bobby DeWitt                       |
| Victor McGuire     | Sargento Bill Koenig               |
| Gregg Henry        | Pete Lukins                        |
| Jemima Rooper      | Lorna Mertz                        |
| William Finley     | Georgie Tilden                     |

## Comentarios
Inspirada en la novela homónima del escritor James Ellroy, autor de L. A. Confidential, está ambientada en la ciudad de Los Ángeles de los años 40. Basada en hechos reales, la historia de la postulante a actriz Elizabeth Short y sobre todo, la de su espeluznante asesinato, es el centro de la trama de esta película de 121 minutos de duración. Se la llamaba la Dalia Negra, por su larga y abundante cabellera oscura, que contrastaba con su tez blanca, pero sobre todo porque solía colocarse una dalia en el cabello. Un crimen aún hoy sin resolver, la fascinación del director De Palma por el caso lo ha llevado a plasmar esta obra cinematográfica de excepción. La dalia negra tuvo una muerte atroz, por eso la investigación se ha seguido a fondo para conocer el verdadero origen de su muerte.
El principal sospechoso es un médico cirujano, por la destreza requerida para seccionar el torso de la víctima; según se comenta, su hijo, tiempo después denuncia que su padre fue el asesino de la actriz; se encuentran evidencias como fotos de esta en el cuarto del médico para ese entonces ya fallecido, que, aunadas a su profesión, permiten hacer conjeturas.

## Recepción

### Críticas
La película recibió críticas mixtas y negativas. En Rotten Tomatoes, obtuvo un rating de 32 % y el calificativo de «Podrida», basado en 186 reseñas, con un promedio de 4.8/10. El consenso de la página señala: «A pesar de su ambiciosa atmósfera noir de crímenes y drama, sufre de actuaciones mediocres, una historia complicada, además de la inevitable comparación con otras películas más exitosas de su mismo género.» En Metacritic, obtuvo una puntuación de 49/100, basada en 35 reseñas, indicando críticas «mixtas o en el promedio».

### Recaudación
Se considera un fracaso de taquilla, ya que en los Estados Unidos recaudó 22 545 080 USD. En el resto del mundo recaudó 26 787 612 USD, para un total de 49 332 692 USD que no alcanzaron los 50 millones USD de presupuesto.